# فرودگاه صحرایی ادمونتون/مورینویل (باند مایک)
فرودگاه صحرایی ادمونتون/مورینویل (باند مایک) (به انگلیسی: Edmonton/Morinville (Mike's Field) Aerodrome) یک فرودگاه همگانی است که یک باند فرود چمن دارد و طول باند آن ۷۱۲ متر است. این فرودگاه در شهر ادمونتون کشور کانادا قرار دارد و در ارتفاع ۷۰۲ متری از سطح دریا واقع شده است.